# Tanytarsus buchonius
Tanytarsus buchonius är en tvåvingeart som beskrevs av Reiss 1971. Tanytarsus buchonius ingår i släktet Tanytarsus och familjen fjädermyggor. Arten är reproducerande i Sverige. Inga underarter finns listade i Catalogue of Life.